# Kyselina citronová
Kyselina citronová je slabá trikarboxylová kyselina nacházející se v citrusových plodech. Je přírodní konzervační látkou a používá se jako dochucovací prostředek jídel, nealkoholických a alkoholických nápojů. V biochemii je důležitým meziproduktem v citrátovém cyklu.
Kyselina citronová se nachází v různých druzích ovoce a zeleniny, největší výskyt (největší koncentrace) je v citronech a limetkách, kde může dosáhnout až 8 % hmotnosti sušiny.

## Vlastnosti
Kyselina citronová je při pokojové teplotě bílá krystalická látka. Vyskytuje se buď jako bezvodá, nebo jako monohydrát. Bezvodá krystalizuje z horké vody, zatímco její monohydrát krystalizuje za studena. Monohydrát může být převeden na bezvodou kyselinu při 74 °C. Kyselina citronová je velmi dobře rozpustná ve vodě (59,2 g/100 ml při 20 °C) a také se dobře rozpouští v ethanolu. Z chemického hlediska má kyselina citronová vlastnosti jako ostatní karboxylové kyseliny. Při zahřátí nad 175 °C se rozkládá na kyselinu akonitovou.

## Historie
Objev kyseliny citronové je připisován perskému alchymistovi z 8. století Džábiru Ibn Hajjánovi. Středověcí evropští učenci si byli vědomi existence přírodní kyseliny v citronech a citronových šťávách. Švédský chemik Carl Wilhelm Scheele poprvé izoloval kyselinu citronovou v roce 1784 krystalizací z citronové šťávy. V průmyslovém rozsahu se začala kyselina vyrábět v roce 1860. V roce 1893 objevil C. Wehmer, že některé druhy plísně Penicillium dokážou produkovat kyselinu citronovou z cukru. Nicméně tento mikrobiální způsob výroby kyseliny nebyl průmyslově důležitý až do první světové války, která přerušila italský export citrusů. James Currie v roce 1917 objevil, že plíseň druhu Aspergillus niger může účinně vyrábět kyselinu citronovou. O dva roky později firma Pfizer započala průmyslovou výrobu kyseliny citronové na tomto principu.

## Výroba
V dnešní době převažuje průmyslová výroba pomocí kultury Aspergillus niger. Při této výrobě je kultura krmena sacharózou, aby produkovala kyselinu. Poté je kultura zfiltrována a kyselina je z výsledného roztoku vysrážena pomocí hydroxidu vápenatého. Ze vzniklé vápenaté soli kyseliny citronové se samotná kyselina získá pomocí kyseliny sírové.

## Použití

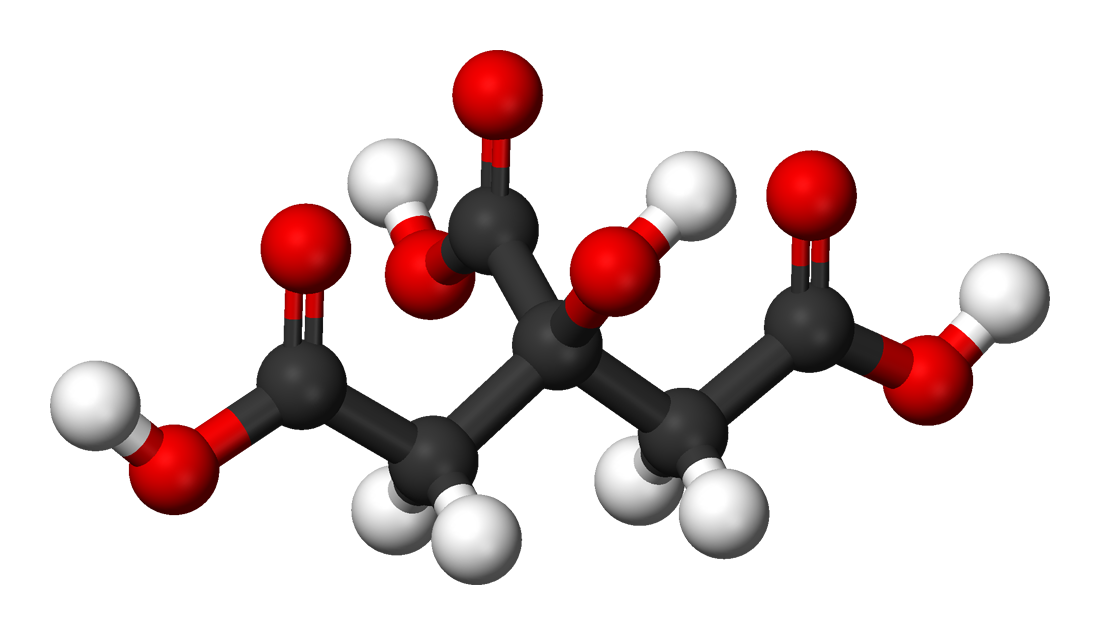
3D zobrazení molekuly kyseliny citronové

### Doplněk stravy
V potravinářství se kyselina citronová používá jako ochranná a dochucovací látka, hlavně u nápojů (bývá označována jako přídatná látka E 330). Soli (citráty, a především ty s kovy) se používají jako zdroj minerálů při dietách či při onemocnění, kdy dané minerály organismu schází.[zdroj?]

### Změkčování vody
Díky schopnosti tvořit s kovy cheláty se kyselina citronová přidává do mýdel a čisticích prostředků.
Ve fotografické chemii se používá jako kyselá součást některých přerušovacích lázní a ustalovačů. Dá se však nahradit polovičním množstvím koncentrované kyseliny octové.

### Krevní konzervy
Kyselina citronová zabraňuje srážlivosti krve a proto je používána také v krevních konzervách.